# 林表
林表（1439年—？），字廷儀，福建漳州府漳浦縣人，民籍。明朝政治人物。成化己丑進士，累官知府。

## 生平
成化元年（1465年）乙酉科福建鄉試第十八名。成化五年（1469年）乙丑科第三甲第一百六十六名進士。授南京戶部主事，升員外郎，出爲湖廣黃州府知府，弘治十年（1497年）正月被弹劾改调别任，改廣東南雄府知府，历改貴州鎮遠府，十二年正月考察致仕。辭官歸休，居於漳浦縣城北街頂。

## 遗迹
漳浦縣城北門內曾有「邦伯坊」，十七都佛曇「進士坊」。

## 家族
曾祖父林友清。祖父林玄朔。父亲林用碩。